# Pocobletus coroniger
Pocobletus coroniger är en spindelart som beskrevs av Simon 1894. Pocobletus coroniger ingår i släktet Pocobletus och familjen täckvävarspindlar. Inga underarter finns listade i Catalogue of Life.